# Vila Velha
Vila Velha è un comune del Brasile nello Stato dell'Espírito Santo, parte della mesoregione Central Espírito-Santense e della microregione di Vitória.
Si trova sul litorale atlantico dello Stato di Espírito Santo, la sua popolazione è costituita principalmente da discendenti di italiani, e la lingua italiana è stata ufficialmente dichiarata "lingua etnica" e pertanto gode di uno status particolare quanto al suo insegnamento e alla sua considerazione.

## Monumenti e luoghi d'interesse
- Convento della Penha, monastero iniziato ad essere costruito nel 1558.